# Józef Kruszyński
Treść tego artykułu od 2020-08 może nie być zgodna z zasadami neutralnego punktu widzenia.
Dokładniejsze informacje o tym, co należy poprawić, być może znajdują się w dyskusji tego artykułu.
 Po wyeliminowaniu niedoskonałości należy usunąć szablon [[Szablon:Dopracować|]] z tego artykułu.
Józef Kruszyński (ur. 18 marca 1877 w Kolonii Poraj, zm. 10 sierpnia 1953 we Włocławku) – polski duchowny katolicki, infułat, biblista i tłumacz Biblii, w latach 1925–1933 rektor Katolickiego Uniwersytetu Lubelskiego.

## Życiorys
Pochodził z ubogiej rodziny rolników – Franciszka i Konstancji z Domańskich, którzy mieli gospodarstwo w Poraju koło Bogdanowa.
W wieku 11 lat rozpoczął naukę w Bogdanowie, którą później kontynuował w Parzniewicach. W czerwcu 1894 roku wstąpił do Seminarium Duchownego, a w 1899 roku został wysłany do Akademii w Petersburgu. Wtedy zaczął specjalizować się w językach nowożytnych i starożytnych. Pod okiem Justyna Pranajtisa uczył się języka hebrajskiego, samodzielnie też perskiego. W Petersburgu przyjął święcenia diakonatu, a w 1903 święcenia kapłańskie.
Po powrocie do Królestwa (1903) został prefektem w seminarium we Włocławku. W 1905 roku podróżował do Anglii, z kolei w 1907 podróżował po krajach śródziemnomorskich, a w 1911 po Bałkanach.
W 1914 odbył podróż do Palestyny, podczas której jako pierwszy Polak spotkał się z ówczesnym liderem bahaizmu – `Abdu'l-Bahą. Powrócił z podróży w chwili wybuchu I wojny światowej.
Podczas I wojny światowej był członkiem Rady Miejskiej we Włocławku, następnie, do 1922, był kierownikiem Księgarni Powszechnej i Drukarni Diecezjalnej, uczył też w gimnazjum we Włocławku.
W 1923 został wykładowcą na Uniwersytecie Lubelskim. 12 listopada 1924 r. uzyskał habilitację pod kierunkiem ks. Józefa Archutowskiego, a w styczniu 1925 r. został docentem Studium Biblijnego na UJ. Po rezygnacji bp. Czesława Sokołowskiego z funkcji rektora UL, został w 1925 roku rektorem uniwersytetu. Jako rektor uzyskiwał od państwa kolejne uprawnienia dla uniwersytetu, m.in. w 1928 ukazał się dekret zatwierdzający status Katolickiego Uniwersytetu Lubelskiego. W 1933, z powodu konfliktu z Senatem, złożył rezygnację ze stanowiska rektora. Poświęcił się wtedy pracy naukowej.
Był kanonikiem gremialnym Bazyliki Katedralnej we Włocławku, posiadał papieskie tytuły honorowe Protonotariusza Apostolskiego ad instar participantium oraz Prałata Domowego Jego Świątobliwości, odznaczony Krzyżem Oficerskim Orderu Odrodzenia Polski.
11 września 1939 wspólnie z innymi 18 księżmi osadzony został w więzieniu na Zamku Lubelskim. Jego osobę wykorzystano w niemieckim procesie wobec biskupa Mariana Fulmana. W czerwcu 1940 zwolniony, a przez internowanego Fulmana został mianowany wikariuszem generalnym (do 1945). Podczas niemieckiej akcji czystek etnicznych na Zamojszczyźnie, wystosował 31 sierpnia 1943 memoriał do gubernatora dystryktu lubelskiego Richarda Wendlera. W memoriale pisał o niemieckich prześladowaniach, m.in. o zamknięciu 41 kościołów, o ludności zmuszanej przez Niemców do krwawej obrony.
Po wojnie tworzył ośrodek badań biblijnych na KUL. 5 czerwca 1945 Senat uczelni wybrał go honorowym profesorem Wydziału Teologicznego. Zmarł we Włocławku 10 sierpnia 1953 roku.

## Praca naukowa i publikacje na temat Żydów
Kruszyński twierdził, że zamiłowania naukowe odkrył w sobie w roku 1905 w Londynie. Wtedy zaczął publikować w „Wiadomościach Pasterskich” pod pseudonimem Abel Nahbi, zaś w maju 1906 ukazała się jego pierwsza książka: Komentarz do ewangelii św. Marka. Między 1909 oraz 1923 redagował biuletyn naukowy w Ateneum Kapłańskim.
W 1926 wydał pierwszy ze swoich przekładów Starego Testamentu. Do wojny przetłumaczył niemal cały Stary Testament, zabrakło tylko Ksiąg Machabejskich oraz większej części ksiąg prorockich. Były to jedne z pierwszych katolickich przekładów Biblii z języków oryginalnych na język polski.
W latach 1920 – 1925 napisał około 15 książek o charakterze antysemickim. Przerwał jednak ten charakter publikacji w 1925 r. na polecenie kardynała Aleksandra Kakowskiego, gdy został rektorem Katolickiego Uniwersytetu Lubelskiego.

## Wybrane publikacje
- Polityka żydowska. Wyd. 1. Włocławek: Bolesław Kołecki, 1921. Brak numerów stron w książce Wyd. 2. 1939. Brak numerów stron w książce
- O narodowy język Żydów. Włocławek: 1921. Brak numerów stron w książce
- Dążenia Żydów w dobie obecnej. Włocławek: 1921. Brak numerów stron w książce
- Niebezpieczeństwo żydowskie. Włocławek: 1923. Brak numerów stron w książce
- Dlaczego występuję przeciwko Żydom?. Kielce: 1923. Brak numerów stron w książce
- Rola światowego żydostwa. Włocławek: 1923. Brak numerów stron w książce
- Antysemityzm, Antyjudaizm, Antygoizm. Włocławek: 1924. Brak numerów stron w książce
- Żydzi a świat chrześcijański. 1924. Brak numerów stron w książce
- Stanisław Staszic a kwestia żydowska. 1925. Brak numerów stron w książce
- Talmud co zawiera i co naucza. Lublin: 1925. Brak numerów stron w książce
- Przekłady biblijne Józefa Kruszyńskiego:
  - Proroctwo Nahuma. Przekład i komentarz. 1926
  - Proroctwo Jeremjasza. Lamentacje. Księga Barucha. 1935
  - Księga Psalmów. 1936
  - Tom I. Księga Rodzaju, Wyjścia, Kapłańska, Liczb i Powtórzonego Prawa (Pięcioksiąg Mojżeszowy). 1937
  - Tom II. Księgi: Jozuego, Sędziów, Rut, Dwie Samuela i Dwie Królewskie. 1938
  - Tom III. Księgi: Dwie Paralipomenon[7], Ezdrasza, Nehemiasza, Tobiasza, Judyty, Estery i Joba. 1939